# كرانيش بيضوي
كرانيش بيضوي (الاسم العلمي:Cranichis ovata) هو نوع من النباتات يتبع جنس الكرانيش من الفصيلة السحلبية.